# Una noche de amor (película de 2016)
Una noche de amor es una película argentina de comedia romántica coescrita y dirigida por Hernán Guerschuny. Está protagonizada por Sebastián Wainraich y Carla Peterson. La película se estrenó el 25 de febrero de 2016.

## Sinopsis
Una pareja que lleva 12 años de casados y tienen dos hijos deciden salir solos a cenar mientras los chicos se quedan  en la casa de su abuela. A medida que avanza la velada y conversan sobre el pasado, su presente y el futuro que avizoran, afloran las luces y las sombras de su vida juntos.

## Reparto
Participaron del filme los siguientes intérpretes:
- Sebastián Wainraich... Leonel 'Leo'
- Carla Peterson... Paola
- Soledad Silveyra... Mamá de Leonel
- Rafael Spregelburd... Tincho Martínez Bol
- María Carámbula... Mariana
- Justina Bustos... Micaela
- Simón Guerschuny... Nico
- Nazareno Goldzen...	Ariel
- Christian Giménez...	Pablo
- Isol...	Isol
- Paula Grinzpan...Chica charla Catalina
- Camila Toker...	Chica Catalina
- Miel Bargman...	Chica Catalina
- Shumi Gauto...	Chica Catalina
- Martín Fernández De Lema...	Chico Catalina
- Katia Szechtman...	Moza Catalina
- Zypce...	Banda Música Catalina
- Cristian Salguero...Acomoda autos
- Diego Benedetto...	Mozo Kevin
- Mariel Fernández...	Recepcionista Restaurante
- Sol Jaite...	Moza Restaurante
- Nicolás de Tracy... Mozo Restaurante
- Alejandro Pérez... Sereno Estacionamiento
- Demián Salomón... Playero

## Comentarios
Leonardo D’Espósito en Noticias escribió:

” Sí, Wainraich y Peterson son muy buenos comediantes y es la simpatía y el cariño que tienen por sus personajes lo que sostiene el mayor peso de la película.
El director, Hernán Guerschuny –en su segundo film después de “El crítico”–, hace lo mejor que se puede hacer en los casos donde la historia es menos importante que los personajes: seguirlos, mirarlos, espiar cuál es el mejor momento para capturarlo en la pantalla…Y si la película logra mantener –no siempre, pero en la mayor parte del metraje– nuestro interés es porque se construye como una auténtica película, como una ficción en un mundo que es muy parecido al nuestro pero pertenece al universo del cine. Es cierto: hay lugares comunes y observaciones triviales, y verdaderamente muchas veces esto conspira contra el resultado final. Pero dentro del género agridulce (de eso se trata) funciona muy bien: es el retrato de una generación aún bastante huérfana de representación en nuestro cine.”

Diego Curubeto opinó en Ámbito Financiero:

”… esta comedia…empieza con títulos ágiles, originales y juguetones pero de a poco va dejando el humor de lado, para recuperarlo cuando los personajes recuperen su cariño…A cierta altura las páginas del guion también parecen desencontrarse, pero en general predominan los aciertos. Los diálogos son exactos, los caracteres acertados, igual que los motivos de queja y los reproches. Varios matrimonios van a reconocerse en la pantalla.” 

Adolfo C. Martínez en La Nación escribió:

”Sobre la base de un guion que se hamaca entre la comedia y los sinsabores de sus protagonistas, el director…supo adentrarse en esa problemática matrimonial dibujándola con un sabor agridulce, en la que colaboraron los buenos trabajos de sus protagonistas, Sebastián Wainraich y Carla Peterson. Con algunas situaciones que carecen de la debida soltura humorística y caen en la reiteración, Una noche de amor, sin embargo, logra entretener sobre la casi única presencia de la pareja en pantalla, aunque bien vale destacar el desempeño de Soledad Silveyra en el pequeño rol de abuela cálida y cariñosa.”

## Premios y nominaciones
Sebastián Wainraich fue nominado al Premio Sur al Mejor Actor Revelación.